# Annika Holopainen
Annika Holopainen (ur. 4 sierpnia 1993 w Espoo) – fińska koszykarka występująca na pozycji silnej skrzydłowej, reprezentantka kraju, obecnie zawodniczka Reims.
18 lipca 2018 została zawodniczką Sunreef Yachts Politechniki Gdańskiej.

## Osiągnięcia
Stan na 25 lipca 2018, na podstawie, o ile nie zaznaczono inaczej.
NCAA
- Zaliczona do:
  - I składu najlepszych pierwszorocznych zawodniczek WCC (2013)
  - składu:
    - honorable mention All-WCC (2013)
    - C-USA Academic Honor Roll (2014)
    - C-USA Commissioner's Honor Roll (2016)

Drużynowe
- Brązowa medalistka mistrzostw Finlandii (2010, 2011)
- Wicemistrzyni Finlandii U–19 (2011)
- Zdobywczyni pucharu:
  - Niemiec (2018)
  - Finlandii (2011)
- Uczestniczka rozgrywek Eurocup (2017/2018)

Indywidualne
- Debiutantka roku ligi fińskiej (2011)

Reprezentacja
- Uczestniczka:
  - kwalifikacji do Eurobasketu (2013, 2015)
  - mistrzostw Europy:
  - Europy U–18 dywizji B (2010, 2011 – 4. miejsce)
  - Europy U–16 (2009)